# Siam Park
Siam Park, španělsky Siam Parque, je akvapark v přímořské oblasti Costa Adeje ve městě/obci Adeje na ostrově Tenerife v provincii Santa Cruz de Tenerife na Kanárských ostrovech ve Španělsku. Uživatelé portálu TripAdvisor jej v letech 2014 až 2023 označili za nejlepší akvapark na světě. Je to největší vodní park v Evropě.

## Historie a popis
Siam Park, který byl otevřen pro veřejnost 17. září 2008, patří pod společnost Loro Parque Group. Akvapark je tematicky zaměřen na thajskou architekturu a vodní atrakce a drží několik světových rekordů, například bazén s největší umělou vlnou na světě, která má výšku 4 metry.

### Vodní atrakce
- Coco Beach
- Bodhi Trail
- Jungle Snake
- Kinnaree
- Leones Marinos
- Mai Thai River
- Mekong Rapids
- Naga Racer
- Patong Rapids
- Sawasdee
- Siam Beach
- Singha
- The Dragon
- The Giant
- The Lost City
- The Volcano
- The Wave Palace
- Tower of Power
- Saifa
- aj.

## Další informace
Park je celoročně volně přístupný a vstup je zpoplatněn.

## Galerie

Atrakce v parku
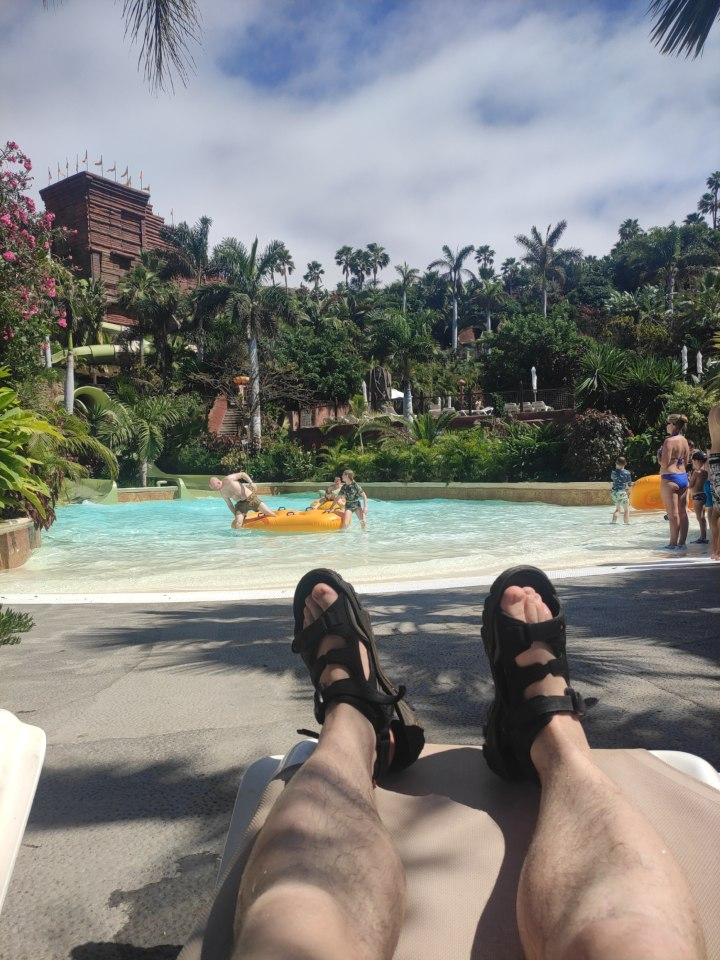
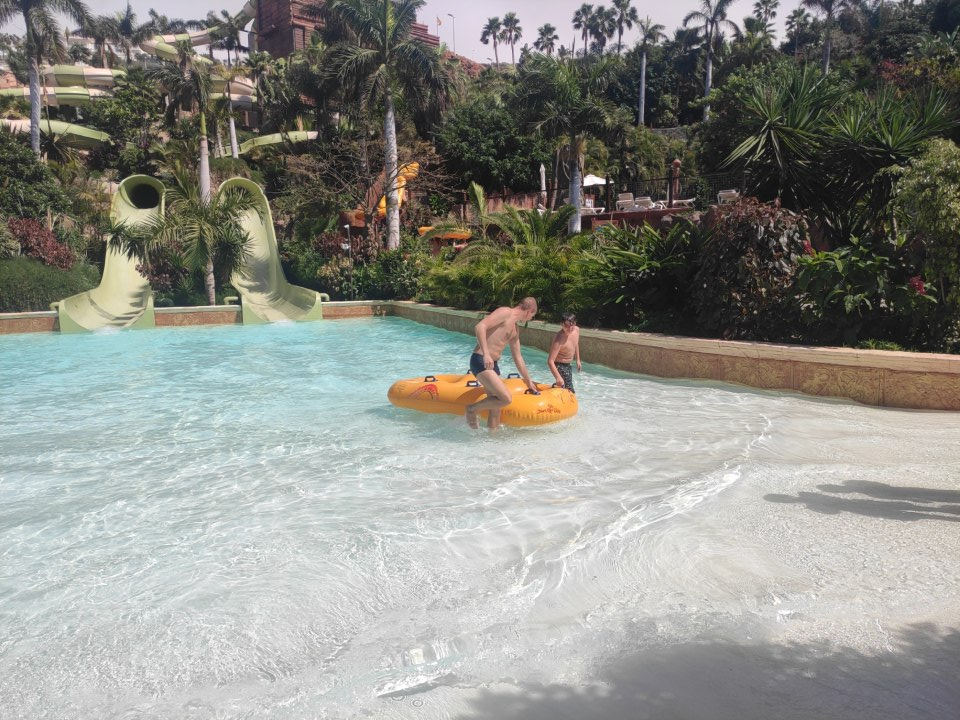
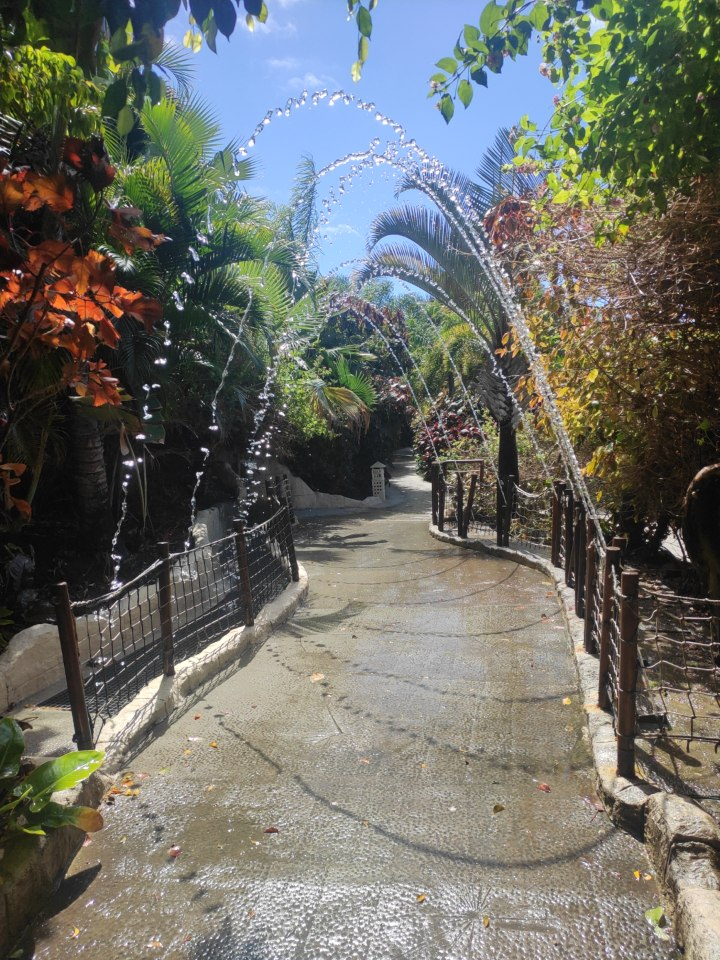
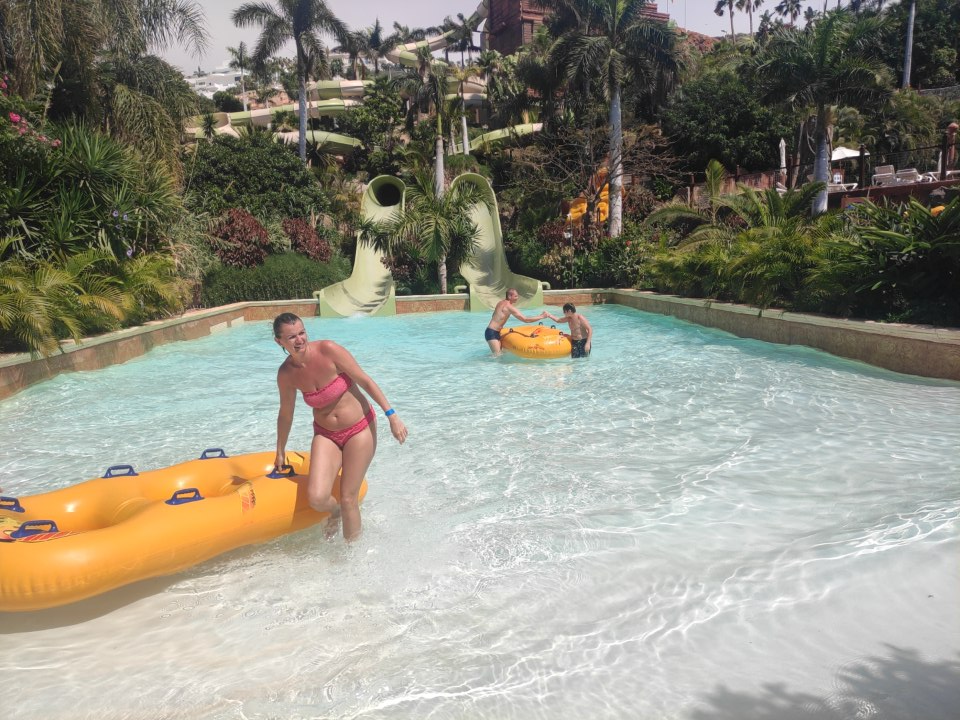
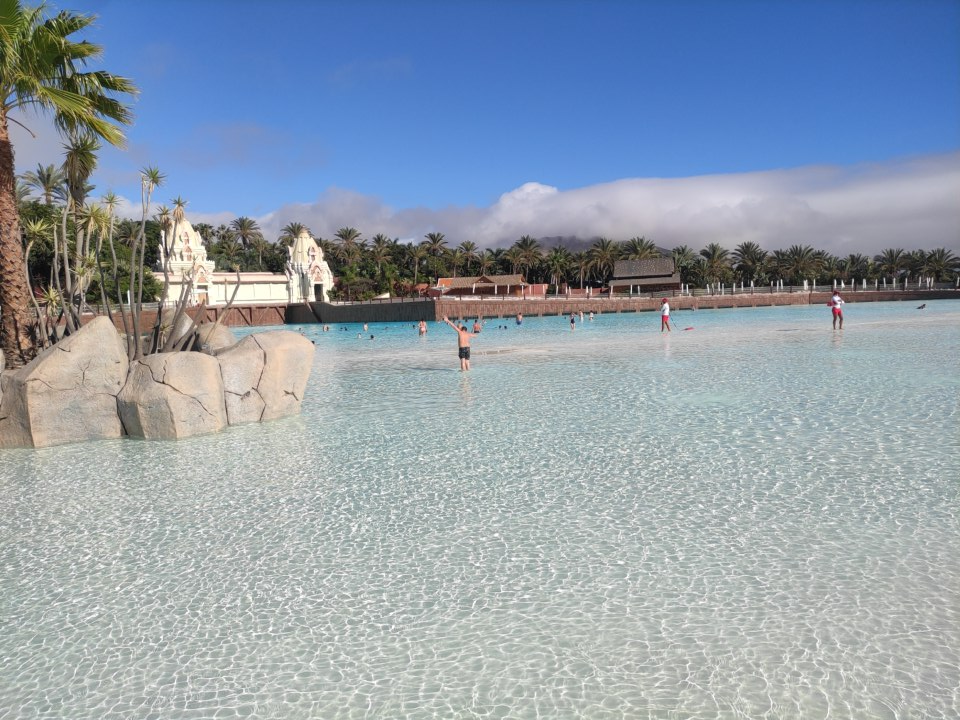
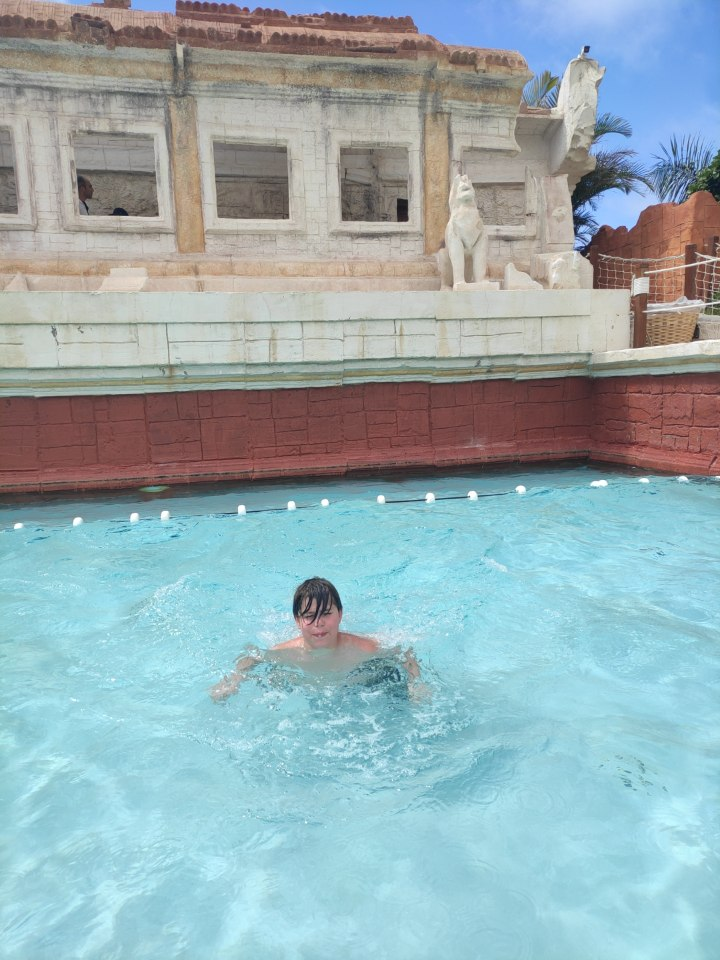
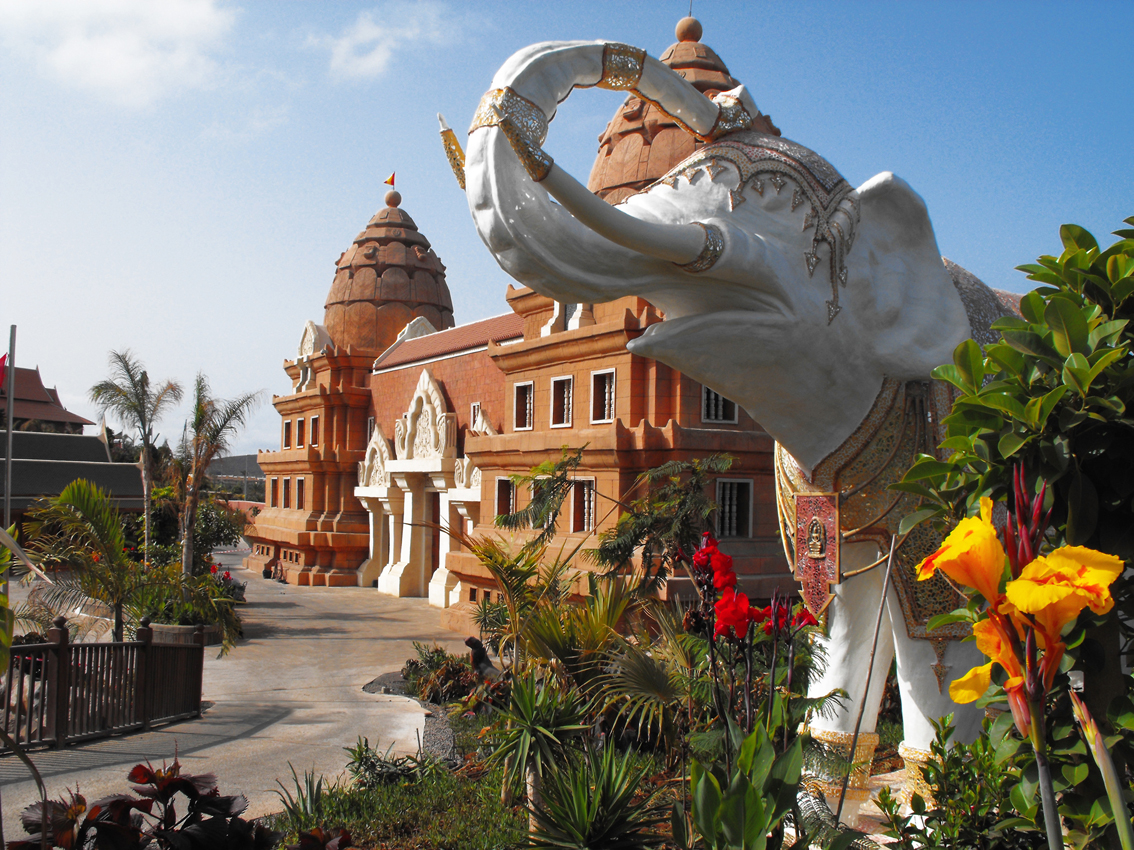
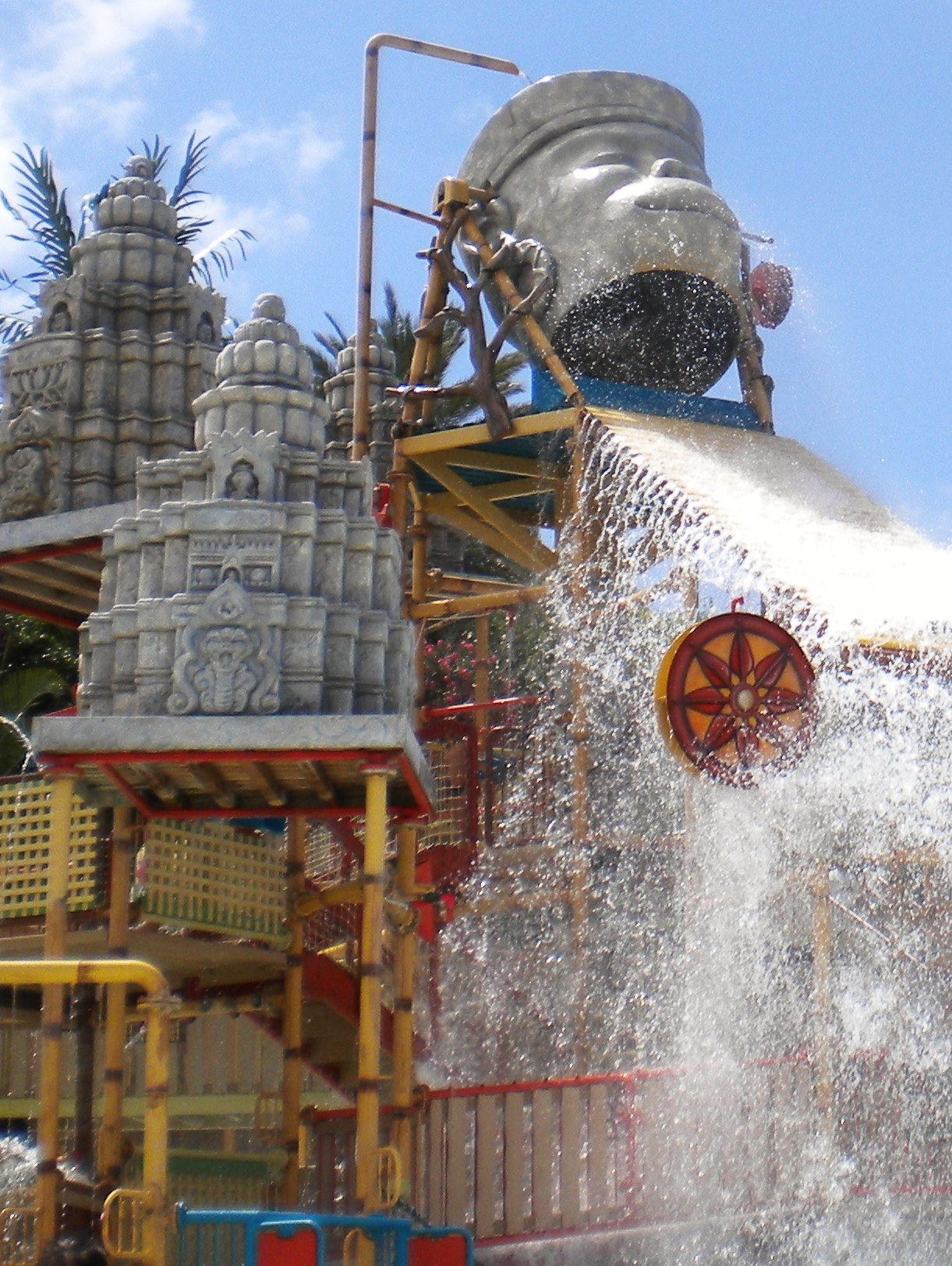
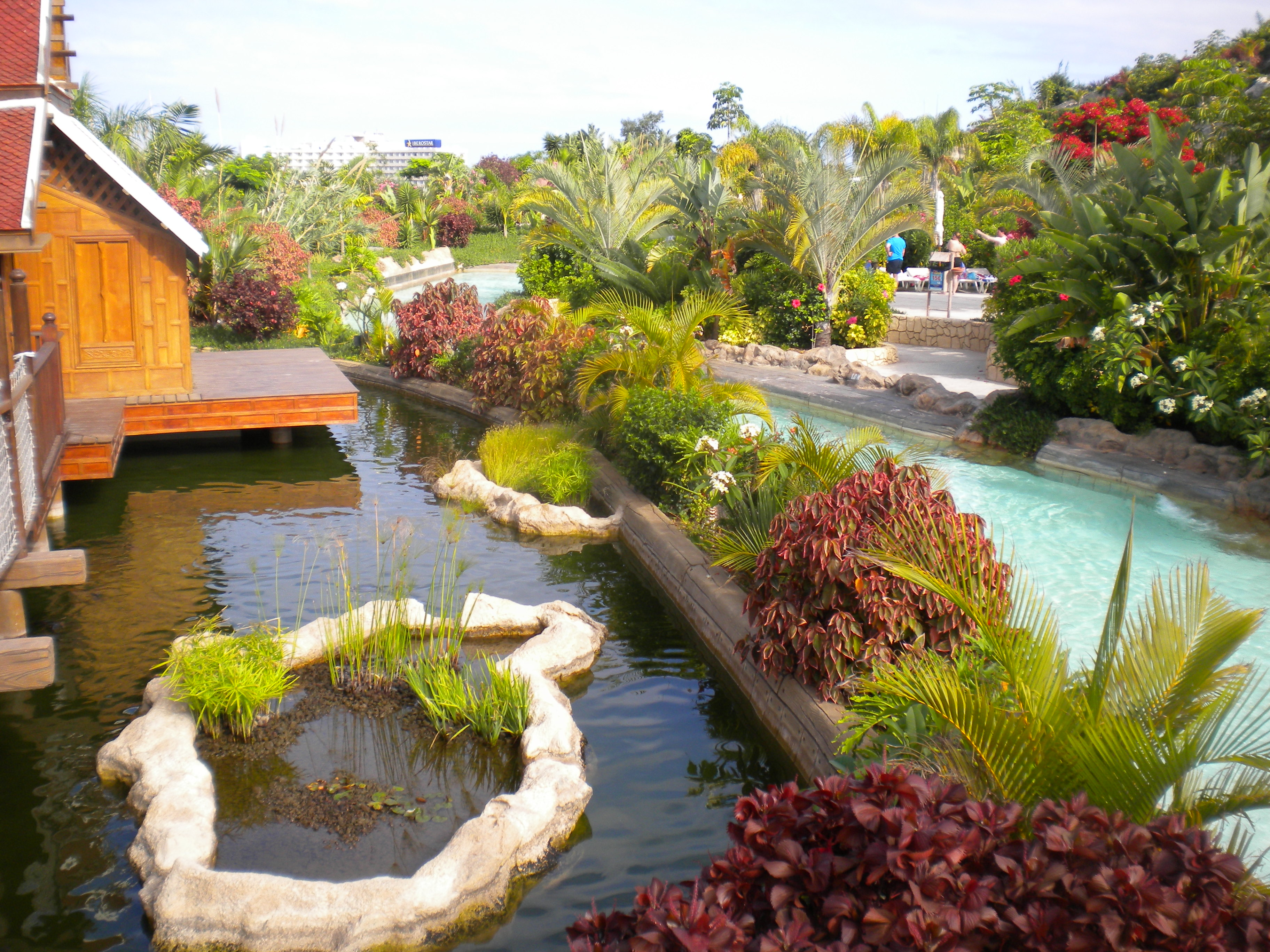
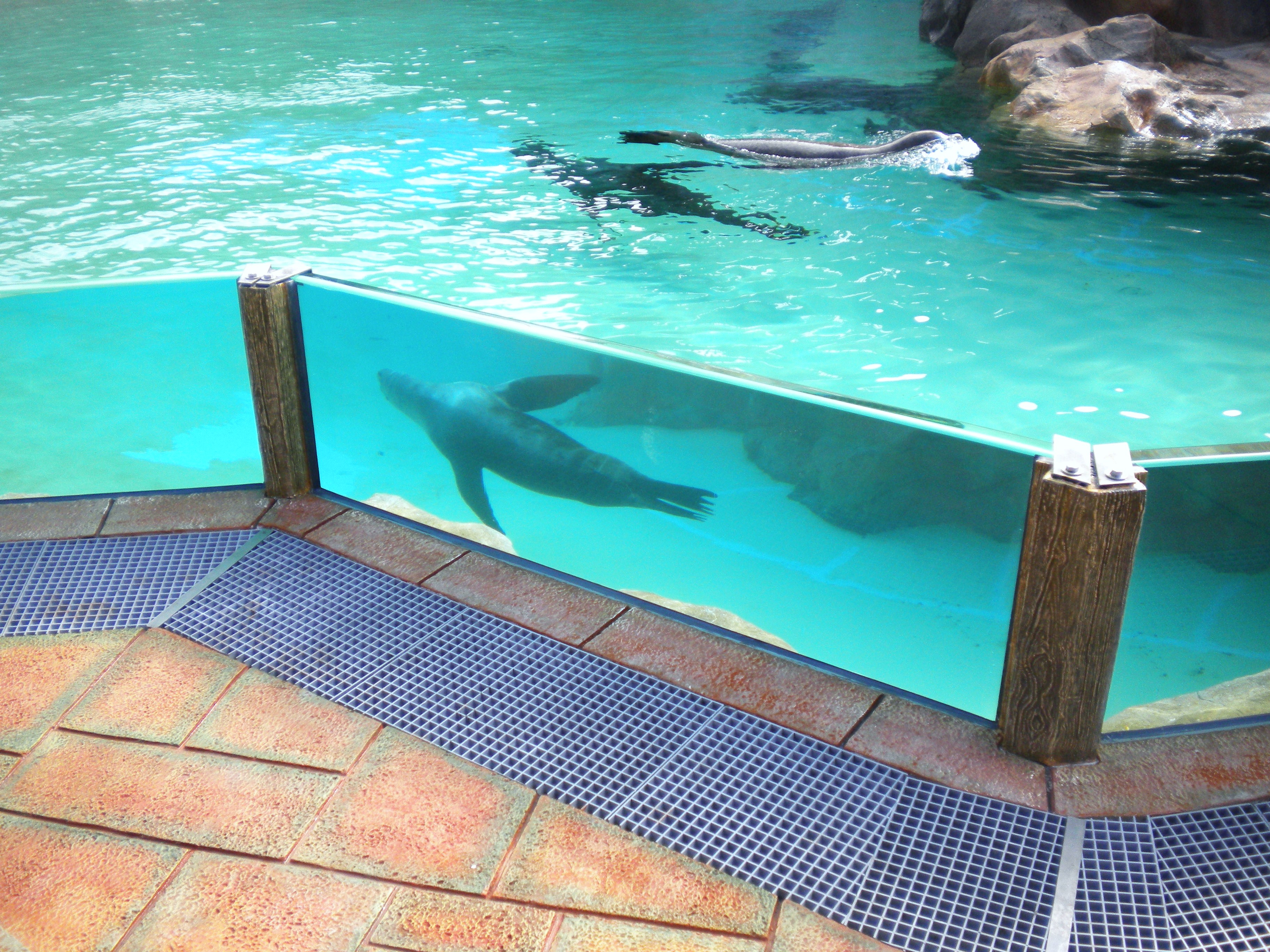
Tuleni
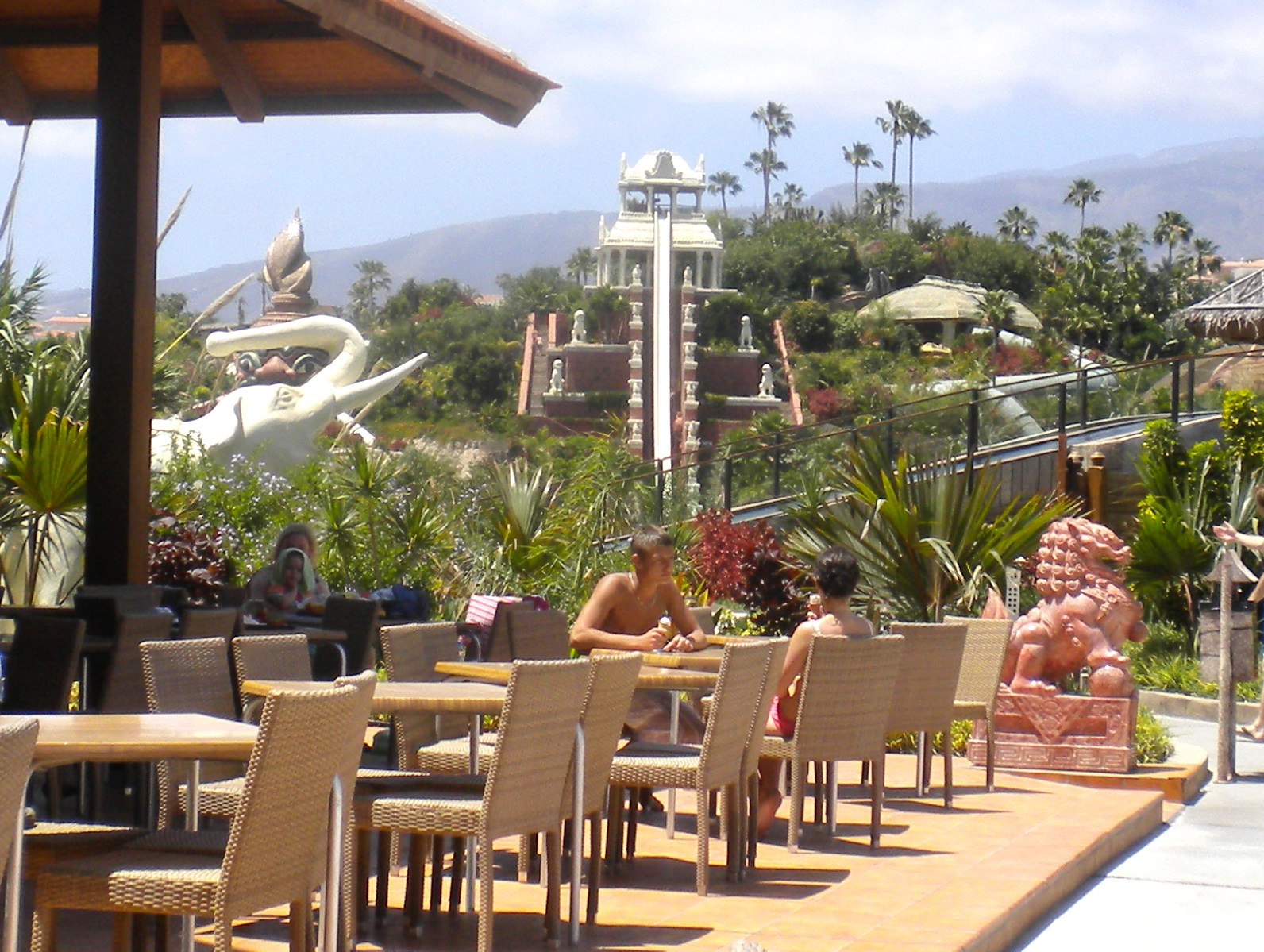
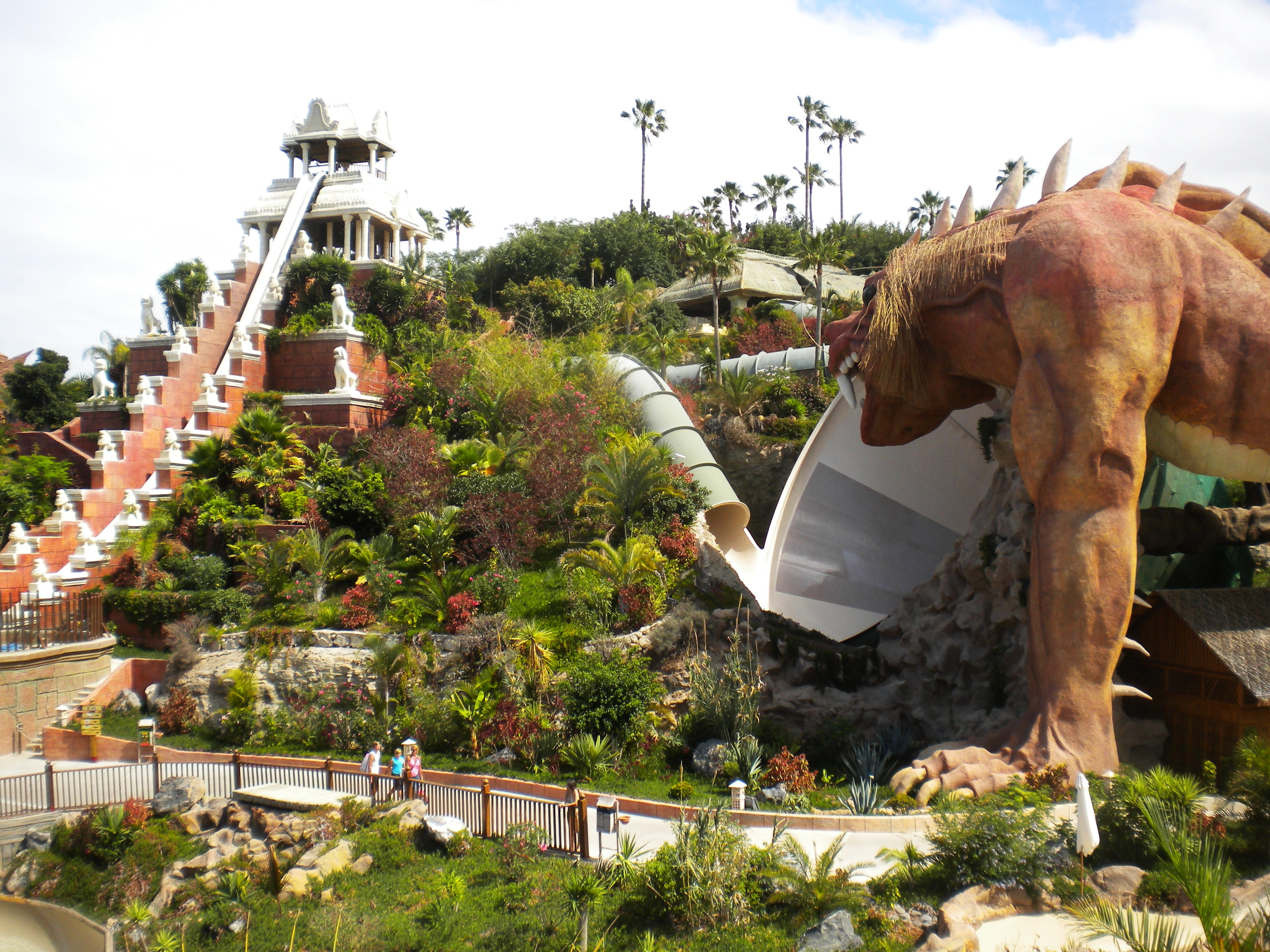
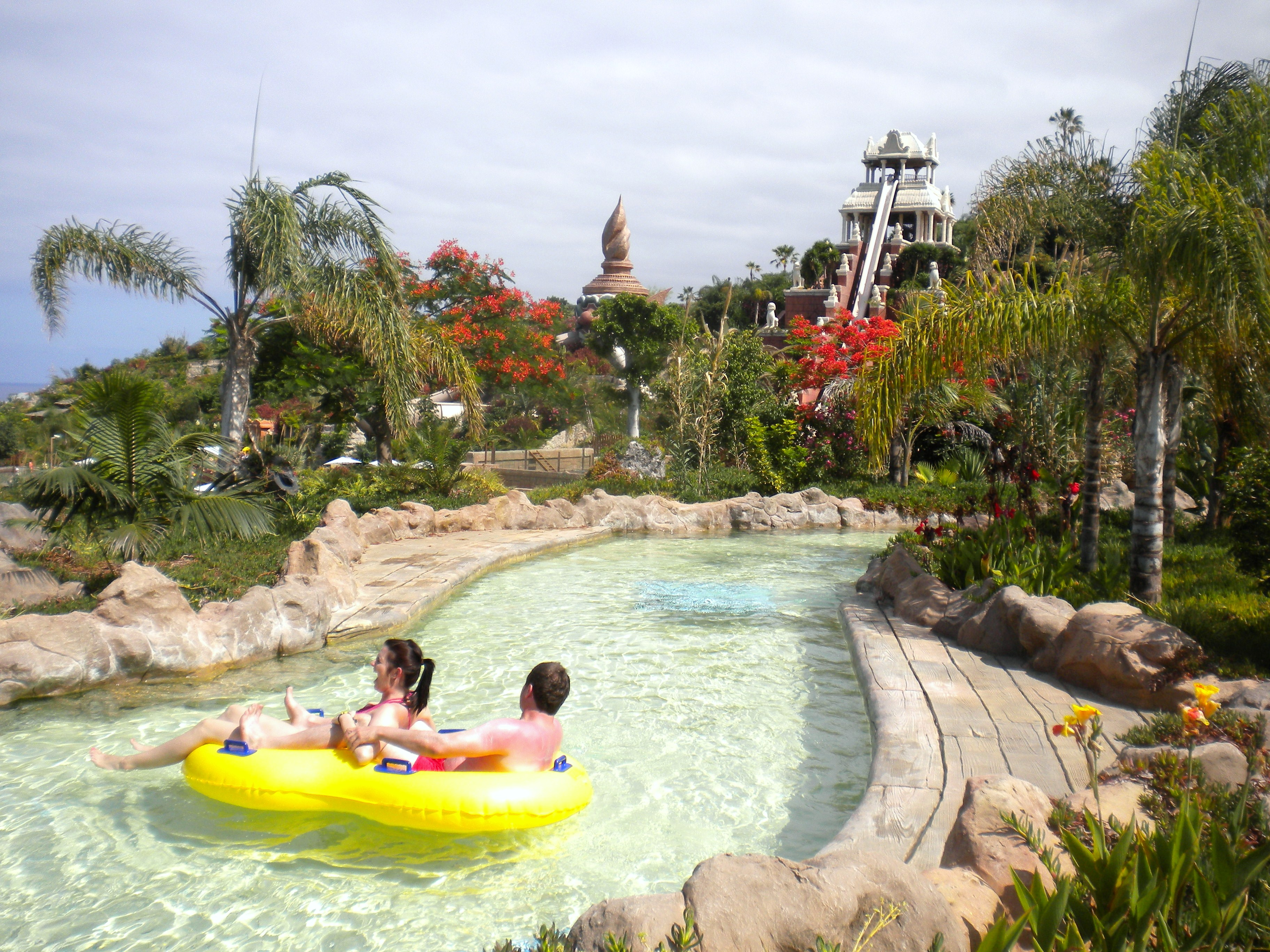